# Okalewka
Okalewka – rzeka, prawy dopływ Skrwy o długości 15,28 km. 
Zlewnia Okalewki ma charakter nizinny, a jej powierzchnia wynosi 110,65 km². Rzeka odprowadza wody opadowe i drenażowe z dużych kompleksów użytków rolnych, głównie pól uprawnych, łąk i pastwisk oraz lasów.